# Виннок Шотландский
Виннок Шотландский (англ. Winnoc; умер в 838) — епископ, святой (день памяти — 13 апреля).
Святой Виннок, или Гвинок (Guinoc), или Гвинох (Guinochus), упоминается в Абердинском бревиарии и особенно почитаем в Бьюкене (Шотландия). Некоторые историки считают, что он был канцлером при короле Кеннете I. По преданию, по молитвам Виннока этот король победил пиктов в семи сражениях за один день.